# Olympische Sommerspiele 1964/Teilnehmer (Nordrhodesien)
| Gelbes Symbol für Goldmedaillen mit stilisierten Olympischen Ringen | Graues Symbol für Silbermedaillen mit stilisierten Olympischen Ringen | Braundes Symbol für Bronzemedaillen mit stilisierten Olympischen Ringen |
| ------------------------------------------------------------------- | --------------------------------------------------------------------- | ----------------------------------------------------------------------- |
| —                                                                   | —                                                                     | —                                                                       |

Nordrhodesien, das heutige Sambia, nahm an den Olympischen Sommerspielen 1964 in Tokio mit einer Delegation von zwölf Athleten (elf Männer und eine Frau) an 13 Wettkämpfen in fünf Sportarten teil. Ein Medaillengewinn gelang keinem der Athleten. Es war die erste Teilnahme an Olympischen Sommerspielen.

## Teilnehmer nach Sportarten

### Boxen
- Cornelis van der Walt
Bantamgewicht: in der 1. Runde ausgeschieden

- Ian McLoughlin
Federgewicht: in der 1. Runde ausgeschieden

### Fechten
Frauen
- Patricia Skinner
Florett: in der 1. Runde ausgeschieden

### Leichtathletik
Männer
- Wallie Babb
110 m Hürden: im Vorlauf ausgeschieden

- Jeffery Smith
100 m: im Vorlauf ausgeschieden
200 m: im Viertelfinale ausgeschieden

- Laurent Chifita
Marathon: 57. Platz

- Trevor Haynes
Marathon: 54. Platz

- Constantino Kapambwe
Marathon: 46. Platz

### Ringen
- John Alan Smith
Federgewicht, Freistil: in der 2. Runde ausgeschieden

- Theunis van Wyk
Mittelgewicht, Freistil: in der 2. Runde ausgeschieden

### Schwimmen
Männer
- Alan Durrett
400 m Freistil: im Vorlauf ausgeschieden
1500 m Freistil: im Vorlauf ausgeschieden

- Charles Fox
200 m Brust: im Vorlauf ausgeschieden
400 m Lagen: im Vorlauf ausgeschieden